# Merna
Merna est un village du comté de Custer, aux États-Unis. La commune compte 391 habitants en l’an 2000. 